# Municipalità locale di Mier
La municipalità locale di Mier (in inglese Mier Local Municipality) è stata una municipalità locale del Sudafrica appartenente alla municipalità distrettuale di ZF Mgcawu, nella provincia del Capo Settentrionale. In base al censimento del 2001 la sua popolazione è di 11.729 abitanti.
È stata soprpessa nel 2016, quando si è fusa con la municipalità locale di Khara Hais per costituire la municipalità locale di Dawid Kruiper.
La sede amministrativa e legislativa era la città di Groot Mier e il suo territorio si estendeva su una superficie di 6.835 km² e non era suddiviso in nessuna circoscrizione elettorale (wards). Il suo codice di distretto era NC081.

## Geografia fisica

### Confini
La municipalità locale di Mier confinava a nord, a est e a sud con il District Management Areas NCDMA08, a est con il Botswana e a ovest con la Namibia.

### Città e comuni
- Groot Mier
- Philandersbron
- Rietfontein

### Fiumi
- Auob
- Molopo
- Nossob

### Dighe
- Leeubos Dam